# Terremoto del mar de Alborán de 2016
El terremoto del mar de Alborán, también denominado terremoto de Alhucemas  se registró el 25 de enero de 2016 a las 05:22:02 (UTC + 01:00)

## Detalles y consecuencias inmediatas
En la madrugada del 25 de enero de 2016, a las 05:22:02 (UTC + 01:00) se produjo un terremoto de magnitud 6,3 MW, con epicentro en el mar de Alborán, en un punto ubicado a 62 kilómetros al noreste de la ciudad marroquí de Alhucemas y a 77 km al noroeste de la ciudad autónoma de Melilla (España). El seísmo fue percibido con mayor intensidad en la zona norte de Marruecos (además de Alhucemas, particularmente en las localidades de Tiganimín y Einzorén que están respectivamente a 64 y 69 km del epicentro) y en la ciudad autónoma de Melilla. También fue percibido de manera notoria en Gibraltar, en toda la costa de Almería, Granada y Málaga. En el interior de la península ibérica, el temblor fue perceptible también en otras provincias más alejadas como, por ejemplo, Córdoba y Sevilla. En total, el teléfono de emergencias 112 recibió en España más de 600 llamadas en las que se comunicaron incidencias y se pidieron consejos de diversa índole.

## Tectónica de placas y sismicidad en la región
La sismicidad de toda la región mediterránea se explica por el desplazamiento hacia el norte (a un ritmo aproximado de unos 4 a 10 mm por año) de la placa Africana que converge con la placa Euroasiática. Este proceso es el resultado del cierre del mar de Tetis, es decir el acercamiento de estas placas en el Mediterráneo está ocurriendo desde hace 50 millones de años. Esta velocidad de convergencia es relativamente baja en relación con la que se observa en otras costas, como la japonesa o la zona de subducción de la placa de Nazca, en la costa chilena (más de 100 mm por año). La mayores tasas locales de convergencia en el Mediterráneo se dan en la zona de subducción helénica (35 mm por año) en el sur de Grecia, a lo largo de la zona de falla de Anatolia del Norte, en el oeste de Turquía y en la zona de subducción de Calabria en el sur de Italia. En este sentido, el lugar donde se produjo el sismo no está en el área de mayor convergencia.
La publicación de un nuevo mapa batimétrico de mayor resolución ha permitido estudiar con bastante precisión la actividad tectónica más reciente, tanto respecto de sus consecuencias geomorfológicas, como también de la influencia de estos factores neotectónicos en la génesis de los sismos en el mar de Alborán. Así, se han descrito deformaciones por estructuras compresivas que conforman pliegues y estructuras de fallas normales, a lo que se suman los desplazamientos laterales (de desgarre) en dirección sinestrales (de orientación NE-SO a NNE-SSO) y destrales (orientación NO-SE). De la actividad neotectónica descrita, ha resultado una elevación de esta zona del margen que ha desarticulado la cuenca de sus vecinas. Hay también fallas normales, casi totalmente verticales que, además de afectar el relleno sedimentario, llegan a causar deformaciones en la superficie del fondo. La elevada actividad sísmica de la zona, sumada a la presencia de anomalías térmicas, hace que la dinámica de las deformaciones neotectónicas sea muy compleja y multifactorial. La corteza en este sector ha sufrido un adelgazamiento notable (de 17 kilómetros de espesor), lo que se ofrece condiciones muy propicias para las deformaciones contractivas y la formación de relieve de manera relativamente diversa en los distintos sectores de la cuenca.
En el borde norteafricano las tasas de sismicidad son bajas, no obstante, se han registrado sismos bastante destructivos, como el terremoto de El Asnam el 10 de octubre de 1980, que con una magnitud de 7,3 fue  uno de los más intensos del siglo XX en África. También en este extremo más occidental del Mediterráneo se han registrado sismos considerables, sin ir más lejos, el de 2004, también con epicentro cerca de Alhucemas, que a pesar de que su magnitud alcanzó solo 6,1 fue particularmente devastador, dejando centenares de víctimas fatales.

## Desarrollo
El Instituto Geográfico Nacional (IGN) registró unas 250 réplicas hacia las 8,00 horas del 26 de enero de 2016.

## Daños y víctimas
En España solo hay constancia de daños materiales y de 26 heridos leves en Melilla, donde se interrumpieron temporalmente las comunicaciones telefónicas, el suministro eléctrico y las clases. Los efectos del terremoto se dejaron sentir especialmente en algunos edificios, donde hay constancia de la aparición de grietas así como del derrumbe de algunos elementos arquitectónicos externos, como el Palacio de la Asamblea, el Casino Militar, la Capilla Castrense, el Edificio de la Cámara Oficial de Comercio, Industria y Navegación o el edificio situado en la calle General Pareja, 7. Las autoridades melillenses determinaron que el terremoto afectó a un total de 40 inmuebles, valorándose los daños en alrededor de 11,9 millones de euros.
En la localidad marroquí de Alhucemas un niño de 12 años tuvo un ataque cardíaco a raíz del temblor, y falleció poco después de llegar al hospital de la ciudad. Otra persona de 35 años resultó herida al saltar desde la ventana de un segundo piso por temor a que el inmueble se derrumbase.